# Doce principios (animación)
Los Doce Principios básicos de la animación de Disney son un conjunto de principios dados a conocer por los animadores de Disney Ollie Johnston y Frank Thomas en su libro The illusion of life: Disney Animation. Johnston y Thomas a su vez basaron este libro en el trabajo de los animadores líder de Disney de 1930 en adelante, quienes se esforzaron por crear animaciones cada vez más realistas. El objetivo inicial de estos principios era crear la ilusión de que los personajes se apegaban a las leyes de la física, pero también se abarcaban temas más complejos como el tiempo emocional y el atractivo del personaje.
Este libro y algunos de sus principios han sido adoptados por estudios de animación tradicional, algunos se refieren a él como "La biblia de la animación". En 1999 el libro fue votado como número uno en una encuesta en línea bajo la categoría "Los mejores libros de animación de todos los tiempos". Aunque inicialmente se pretendía que estos principios se aplicaran a la animación tradicional o animación dibujada a mano, estos aún tienen gran relevancia en la hoy predominante animación por ordenador.

## Los doce principios de la animación

### Estirar y encoger

Ilustración del principio "Estirar y encoger":
El ejemplo A muestra una pelota rebotando con un movimiento rígido y sin dinamismo. En el ejemplo B la pelota se "encoge" al impactar y se "estira" durante la caída y el rebote. El movimiento también acelera durante la caída y desacelera hacia la cima (vea "acelerar y desacelerar").

El estirar y encoger es el principio más importante, ya que su propósito es dar una sensación de peso y flexibilidad al dibujar objetos. Puede ser aplicado a objetos simples, como una pelota rebotando o algo mucho más complejo como la musculatura de un rostro humano. Si lo llevamos al extremo, una figura estirada o encogida con cierto grado de exageración puede tener un efecto cómico. Sin embargo, en las animaciones realistas lo más importante de este principio es el hecho de que el volumen de un objeto no cambia cuando se estira o se encoge. Por ejemplo, una pelota se estira en su longitud de manera horizontal, su ancho (en caso de tres dimensiones, también la profundidad) debe contraerse en horizontal como corresponde.

Secuencia animada de la carrera de un caballo galopando. Fotos tomadas por Eadweard Muybridge. El jinete demuestra un estirado y encogido natural en su musculatura.

### Anticipación
La anticipación se usa para preparar a la audiencia para una acción y que esta parezca más realista.  Un bailarín saltando fuera del piso tiene que doblar sus rodillas antes, o un golfista haciendo swing antes debe balancear el palo hacia atrás. Esta técnica también puede ser usada para cuestiones que involucran sucesos, como un personaje mirando hacia afuera de la pantalla para anticipar la llegada de alguien, o que preste atención a un objeto que está a punto de recoger.

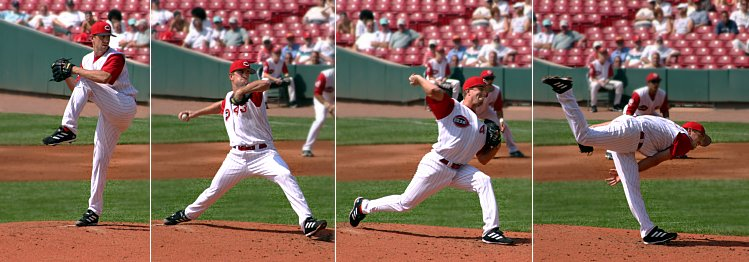
Anticipación: Un jugador de baseball haciendo un lanzamiento se prepara para la acción al mover su brazo hacia atrás.

### Puesta en escena
Este principio es similar a lo que en teatro y en cine se conoce como puesta en escena. Su propósito es dirigir la atención de la audiencia y dejar en claro que es lo más importante dentro de la escena; Johnston y Thomas lo definen como "El presentar cualquier idea de forma completamente clara, sin lugar a dudas", esa idea puede ser una acción, una expresión, una personalidad o un humor. Esto puede hacerse de distintas formas, como con el posicionamiento de un personaje dentro del cuadro, el uso de luz y sombra, o la angulación y posición de la cámara. La esencia de este principio es mantener la atención en lo que es relevante, evitando los detalles innecesarios.

### Animación directa y pose a pose
Estas son dos aproximaciones distintas al proceso de dibujar una animación. La "animación directa" significa dibujar directamente una escena cuadro por cuadro de principio a fin, mientras que la animación "pose a pose" implica empezar el proceso de animación dibujando poses clave y posteriormente llenando los espacios. La animación directa crea la ilusión de fluidez y dinamismo en el movimiento, por lo que es mejor para producir secuencias realistas. Por otra parte, esta técnica dificulta el mantener las proporciones y la creación de poses precisas o convincentes. La animación "pose a pose" funciona mejor para escenas dramáticas o emotivas donde la composición y la relación con el ambiente son de gran importancia. Por lo mismo se usa con frecuencia una combinación de ambas.
En la animación por ordenador, se elimina el problema de la proporción relacionada con la animación directa; sin embargo, se usa la animación pose a pose por las ventajas que brinda en la composición. El uso de ordenadores facilita este método, ya que llena automáticamente los cuadros faltantes entre las poses. No obstante, sigue siendo importante supervisar este proceso aplicando los otros principios en discusión.

### Acción complementaria y acción superpuesta
Se les denomina acción complementaria y acción superpuesta a estas técnicas que se relacionan estrechamente, ya que ambas ayudan a que el movimiento sea más realista y dé la ilusión de que el personaje se mueve de acuerdo a las leyes de la física, sobre todo el principio de la inercia. “Acción complementaria” significa que las piezas desvinculadas del cuerpo deben continuar su movimiento incluso después de que el personaje se dejó de mover, y deben continuar mostrando varios grados de movimiento oscilatorio con el objetivo de amortiguar la dirección de donde proviene el personaje hacia el centro de masa. “Acción superpuesta” es cuando las partes del cuerpo tienden a moverse en diferentes rangos (un brazo se va a mover en diferente tiempo que la cabeza, etc.). El “arrastrar” puede ser considerado como una tercera técnica, en la cual el personaje comienza a moverse y a algunas partes de su cuerpo les toma algunos cuadros alcanzarlo.
Estas partes pueden ser objetos inanimados, como ropa, la antena de un coche, o partes del cuerpo como los brazos o el cabello. El núcleo del cuerpo humano es el torso, los brazos, piernas y cabello son sus apéndices, por lo que normalmente siguen su movimiento. Las partes del cuerpo con mucho tejido, como los estómagos grandes, los pechos, o los colgajos de piel de un perro, son más propensos a movimientos independientes que las partes huesudas. También el uso exagerado de este principio puede producir un efecto cómico, mientras que para una animación realista el tiempo de las acciones debe ser preciso si se busca obtener un resultado convincente.
Para mantener el movimiento, se anima entre cuadros clave similares, incluso cuando los personajes están sentados pueden continuar moviéndose, como cuando el torso se mueve hacia adentro y hacia afuera al respirar.

### Acelerar y desacelerar
El movimiento de cuerpo humano y el de la mayoría de los objetos necesita tiempo para acelerar y desacelerar. Por esta razón, la animación luce más realista si tiene más dibujos cerca del inicio y el fin de una acción, enfatizando las poses clave, y sin acentuar las del medio. Este principio aplica para personajes moviéndose de una pose clave a otra, así como sentarse y pararse, pero también para objetos inanimados en movimiento, como una pelota rebotando.

### Arcos
La mayoría de las acciones naturales tienden a seguir una trayectoria en forma de arco, por lo que la animación debe apegarse a este principio creando estos “arcos” para dar la sensación de realismo. Esta técnica puede aplicarse a un miembro en movimiento rotando la articulación, o al lanzar un objeto en una trayectoria parabólica. La excepción de este principio aplica para el movimiento mecánico, o movimientos fuertes, ya que normalmente estos suceden en líneas rectas.
Cuando la velocidad y el impulso de un objeto crecen, los arcos tienden a aplanarse en el movimiento continuo y a ampliarse en los giros. En baseball, a diferencia de otros lanzamientos, una bola rápida puede tender a moverse en línea recta; mientras que una patinadora rápida moviéndose a máxima velocidad va a ser incapaz de girar tan sostenidamente como lo haría una patinadora lenta, además de que necesitaría más espacio para girar.
Un objeto que se mueve fuera de su arco sin ninguna razón aparente, en lugar de lucir fluido, va a parecer errante o inconstante. Por ejemplo, cuando se anima un dedo señalando algo, el animador debe estar seguro de que en todos los dibujos que hay entre las poses, el dedo siga un arco lógico de un extremo al otro. Los animadores tradicionales acostumbran dibujar el arco de forma suave en el papel, para tener referencia del movimiento y borrarlo después.

### Acción secundaria
Agregar acciones secundarias a la acción principal le da más vida a la escena y ayuda a respaldarla. Una persona caminando puede simultáneamente balancear sus brazos, mantenerlos en sus bolsillos, hablar o silbar, o mostrar emociones a través de sus expresiones faciales. Lo importante sobre las acciones secundarias es que enfatizan, no desvían la atención de la acción principal. Si la acción secundaria opaca a la acción principal, es mejor prescindir de ella. Por ejemplo, en un movimiento dramático las expresiones faciales pasan desapercibidas. En estos casos es mejor incluirlos sólo al principio y al final del movimiento, no durante este.

### Timing
Timing se refiere al número de dibujos o cuadros que se utilizan para una acción dada, lo que en cine se traduce en la velocidad de una acción. A un nivel puramente físico, el timing correcto para hacer que los objetos parezcan obedecer las leyes de la física; por ejemplo, el peso de un objeto determina con qué impulso va a reaccionar, como al ser empujado.
El timing es vital para establecer el humor, las emociones y reacciones de un personaje. También puede ser útil para comunicar aspectos de la personalidad del personaje.

### Exageración
La exageración es un efecto usado especialmente en la animación, ya que imitar la realidad de forma perfecta puede resultar estático o aburrido en los dibujos animados. El nivel de exageración depende de cuánto realismo se busque o de un estilo en particular, como el tipo de dibujo o animación de un artista en específico. El nivel de exageración que empleaba Disney, lacónicamente, era permanecer cerca de la realidad, sólo presentándolo de forma más extrema o salvaje.
Otras formas de exageración pueden involucrar cuestiones sobrenaturales o surrealistas, como alteraciones en los atributos físicos de un personaje, o elementos en la narrativa.
Es importante usar de forma moderada el principio de la exageración. Si una escena contiene muchos elementos, debe existir cierta armonía en cómo esos elementos son exagerados en relación con los otros, para evitar confusión o intimidar al espectador.

### Dibujo sólido
El principio del dibujo sólido significa el tener en cuenta que se está haciendo referencia a formas de un espacio tridimensional, por lo que se les debe dar volumen y peso.  El animador necesita ser un hábil dibujante y tiene que entender las bases de las figuras tridimensionales, anatomía, peso, balance, luz, sombra, etc. Para un animador clásico, esto involucra recibir clases de arte, y vivir dibujando toda la vida.
Johnston y Thomas estaban en contra de crear un personaje cuyo lado derecho e izquierdo fueran gemelos, ya que esto resultaría sin vida. Los animadores modernos que usan ordenadores, dibujan menos debido a que éste les facilita hacerlos, aun así su trabajo se ve beneficiado al aplicar el entendimiento de los principios de animación a la animación por ordenador.

### Atractivo
El atractivo de un personaje de dibujos corresponde a lo que se conoce como el carisma de un actor. Un personaje que es atractivo no tiene por qué ser necesariamente simpático, los villanos y los monstruos también pueden ser atractivos. Lo importante es que el espectador tenga la sensación de que el personaje es real e interesante.
Existen muchos trucos para hacer que el personaje se conecte con la audiencia; para personajes simpáticos, el uso de un rostro simétrico o parecido al de un bebé, tiende a ser efectivo. Un rostro complicado, duro, o difícil de leer, va a carecer de atractivo. Puede ser descrito con más precisión como "cautivador" en la composición de la pose, o en el diseño del personaje.